# Pécsbagota
Pécsbagota là một thị trấn thuộc hạt Baranya, Hungary. Thị trấn này có diện tích 6,07 km², dân số năm 2010 là 101 người, mật độ 17 người/km².